# Иксел
Иксел (на френски: Ixelles; на нидерландски: Elsene, Елсене) е селище в Централна Белгия, една от 19-те общини на Столичен регион Брюксел. Състои се от 2 части, разделени от авеню „Луиза“, което е част от територията на община Брюксел. Населението на Иксел е около 86 876 души (2019).

## История
Иксел възниква през 14 век около основаното през 1196 абатство Камерен и построената край него около 1300 година странноприемница. През 1478 година войните между френския крал Луи XI и император Максимилиан I довеждат до опустошение на абатството и съседните земи. През 1585 година испанците изгарят повечето сгради, за да попречат на калвинистите да се укриват в тях.
През 1795 година, след Френската революция, Иксел става самостоятелна община. През 19 век населението му нараства почти сто пъти от 677 души през 1813 до повече от 58 000 през 1900 година. Към края на века селището се превръща в престижно жилищно предградие на Брюксел. През 1884 е прокарана първата трамвайна линия, а през 1919 година е открит първият киносалон.
В наши дни Иксел е известен със значителното си негърско население. Районът е известен като Матонге, по името на известен пазар в Киншаса. В края на 50-те години близо до Намюрската порта е основана Африканската къща, център на студентите от Белгийско Конго. След като Конго получава независимост, голям брой имигранти от тази страна се заселват в квартала. Освен конгоанци днес там живеят и общности от Руанда, Бурунди, Мали, Камерун и Сенегал. В началото на 21 век стават поредица от сблъсъци между различни африкански банди.
Днес, по улиците на квартал Иксел може да се усети духът на град в черна Африка, със своите магазини, реклами, плодове, галерии за африканско изкуство и разни услуги.
На юг, кварталът завършва със стария гробищен парк Иксел – от края на XIX, началото на XX век, чиито паметници и гробници са с архитектурна и историческа значимост.
В Иксел се намира и голяма част от Европейския квартал на Столичен регион Брюксел. Площад Люксембург (на френски: Place du Luxembourg; на нидерландски: Luxemburgplein), който се намира пред сградата Европейския парламент в Брюксел се намира на територията на общината. На него често се състоят демонтрации, концерти и протести свързани с Европейския съюз. Покрай наличието на Европейския парламент в района се заселват много граждани от страните членки на Европейския съюз.
На изток, кварталът граничи с Етербек.

## Известни личности
Родени в Иксел
- Жозе ван Дам (р. 1940), певец
- Емил Вандервелд (1866 – 1938), политик
- Анес Варда (р. 1928), френска режисьорка
- Мишел дьо Гелдерод (1898 – 1962), драматург
- Моран (р. 1960), певица
- Пиер Рапса (1948 – 2002), музикант
- Софи Уилмес (р. 1975), политик
- Жак Федер (1885 – 1948), режисьор
- Одри Хепбърн (1929 – 1993), британска актриса

Починали в Иксел
- Хендрик Консианс (1812 – 1883), писател
- Шарл де Костер (1827 – 1879), писател
- Ернест Солвей (1838 – 1922), химик

## Други
- На територията на Иксел се намират Брюкселският свободен университет и Свободният университет Брюксел.